# Geografía (Estrabón)
Geografía (en griego: Γεωγραφικά [Geōgraphiká], en latín: Geographica) es una extensa obra del geógrafo y viajero Estrabón (c. 63 a. C. — c. 23 d. C.) compuesta por 17 volúmenes sobre la geografía de su época.

## Contenido
Excepto algunas partes del libro 7, el resto ha podido llegar completo hasta nuestros días. Se compone fundamentalmente de informes contemporáneos sobre el mundo romano y recopilaciones de obras anteriores de origen griego. 
De manera similar a otras obras de la misma época, hay numerosas digresiones respecto del tema principal. Varias de ellas se dedican a demostrar el valor de Homero como fuente geográfica. Por el contrario, considera de poca importancia el testimonio de escritores como Heródoto. 
Estrabón, a menudo hace de testigo de los que otros van reportando; muestra en ciertas ocasiones una preocupación por lo detallado, a menudo capcioso y muy argumentativo, otros momentos hace crítica de otros autores de la época; muestra un estilo peculiarmente griego hacia los detalles y justificaciones de sus aserciones, haciendo un ejercicio extensivo del razonamiento: en suma, uno puede llegar a preferir más geografía y menos argumentación. Algunos de los rodeos que muestra su hilo argumentativo hacen que sea muy útil sus descripciones a los modernos investigadores, proporcionando información valiosa sobre los métodos de la geografía antigua y de como otros geógrafos antiguos averiguaban hechos relacionados con esta área de conocimiento.
Hoy en día han llegado a nuestras manos cerca de una treintena de manuscritos de la Geographika o partes supervivientes del mismo, casi todos ellos de copias repasadas de textos medievales, a través de posibles fragmentos de papiros conservados de rollos de los años 100-300. Los estudiosos han intentado elaborar una edición completa con todos los fragmentos encajados; este deseo de hace mucho tiempo ha sido posible en una edición moderna del año 2002, en la que va apareciendo al mercado a un ritmo de un tomo al año.

## Iberia

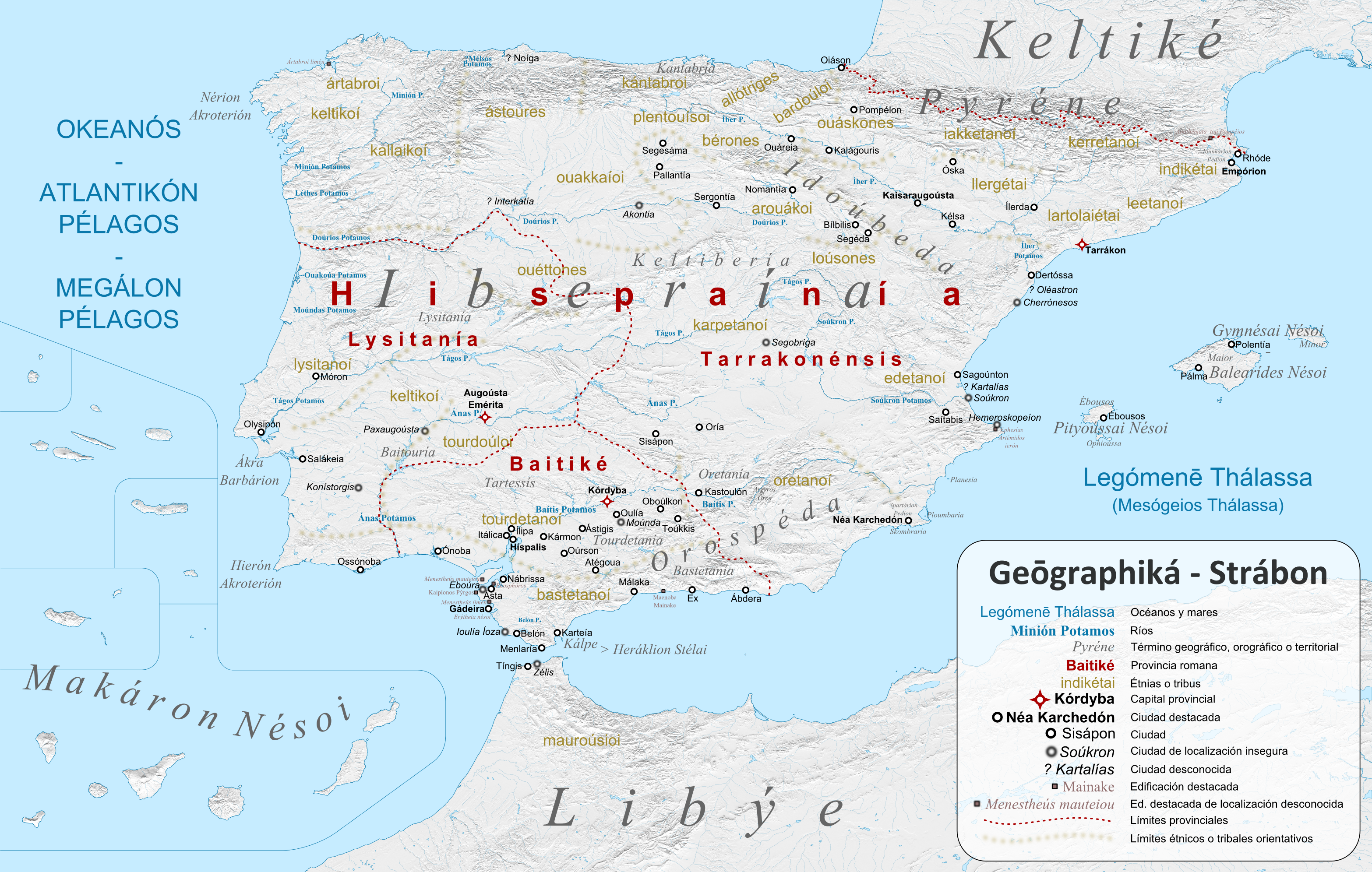
Iberia según Estrabón.

El tercer libro lo dedica a Iberia. Algunas descripciones del mismo:

"Con el nombre de Ibería los primeros griegos designaron todo el país a partir del Rhodanos y del isthmo que comprenden los golfos galáticos; mientras que los griegos de hoy colocan su límite en el Pyrene y dicen que las designaciones de Iberia e Hispania son sinónimas y a sus partes las han llamado ulterior y citerior.”.
Estrabón, "Geografía (III, 4, 19)".

Escribe sobre la Turdetania, culta y rica en recursos terrestres y marítimos, regada por el Betis y muy romanizada. Habitada por los turdetanos que eran grandes navegantes con sus naves, las mayores que llegaban a Roma. Habla de diferentes poblaciones como por ejemplo, Chipiona, roca de Salmedina, Coepionis Turris o Torre de Capión, que dio origen a su nombre actual.
De la Lusitania, habla sobre sus costumbres ancestrales y describe:

"La comarca situada entre el Tajo y los Artabros está habitada por cincuenta tribus. Aunque el país es, en parte, rico en frutos y en ganado, en oro y plata, la mayoría de sus habitantes preferían el oro al cultivo de la tierra y vivían en continuas guerras entre sí y con sus vecinos del otro lado del Tajo."
Estrabón, "Geografía (III, 4, X)".

La Celtiberia, basándose en Polibio y Posidonio, la describe así:

"Pasando la Idubeda se llega en seguida a la Celtiberia, que es grande y desigual, siendo su mayor parte áspera y bañada por ríos, ya que por esta región va el Anas y el Tagus y los ríos que siguen.......De ellos el Dorius corre por Numancia y Serguntia. Al norte de los celtíberos están los berones(...) Lindan también con los bardyetas, que hoy se llaman bárdulos. Por el oeste están algunos de los astures y de los callaicos y de los vacceos y también de los vettones y carpetanos. Por el sur los oretanos y los demás habitantes de la Oróspeda, los bastetanos y edetanos. Por el este, esta la Idubeda.
Estrabón, "Geografía (III, 4, 12)".

Según Estrabón (3, 4, 13), la Celtiberia, sería un país pobre, de suelo y clima inhóspito y dividido en cuatro partes de las que enumera dos, habitadas por arévacos, y lusones, aunque por Polibio y Apiano, se sabe que las otras dos corresponderían a bellos y tittos. Los más fuertes son los arévacos.

### En inglés
- Estrabón (1844-52). Strabonis Geographica. Edición a cargo de Gustav Kramer. 3 vols., libros del 1-17. Berlin: Friedericus Nicolaus.
- – (1917-32). The Geography of Strabo. Edición y traducción a cargo de Horace L. Jones. 8 vols., libros del 1-17. Harvard University Press and Heinemann.

### Papiros
- P. Köln 1. 8, in B. Krebber and R. Hübner, eds, Kölner Papyri 1 (1976) 27-32.
- Krebber, B. Naustologoi bei Strabon: ein neues Papyrusfragment (P. Colon. inv. nr. 5861). Zeitschrift für Papyrologie und Epigraphik 9 (1972) 204-221.
- Krebber, B. Corrigenda. Zeitschrift für Papyrologie und Epigraphik 10 (1973) 188.
- Merkelbach, R. Methone - Methana. Zeitschrift für Papyrologie und Epigaphik 10 (1973) 194-96.
- P. Oxyrhynchus 3447, in A. Bülow-Jacobsen and J.E.G. Whitehorn, eds, Oxyrhynchus Papyri 49 (1982) 47-73, (numerosos fragmentos conteniendo texto de Geography 9.1.14 - 9.5.22).
- P. Oxyrhynchus 4459 in M.W. Haslam and others, eds, Oxyrhynchus Papyri 65 (1998) 71-75. (dos fragmentos, contienen texto de Geography 2.5.20-24).